# Eriachne fastigiata
Eriachne fastigiata là một loài thực vật có hoa trong họ Hòa thảo. Loài này được Lazarides mô tả khoa học đầu tiên năm 1959.